# Tomasz Siwiński
Tomasz Siwiński (ur. 4 kwietnia 1982 w Koszalinie) – polski reżyser, scenarzysta, malarz i autor filmów animowanych.

## Wykształcenie
W latach 2001–2002 studiował fotografię w Akademii Sztuk Pięknych w Poznaniu. W 2005 roku brał udział w programie stypendialnym w Maryland Institute College of Art w Baltimore, USA.
W roku 2007 ukończył Akademię Sztuk Pięknych w Krakowie, dyplom na Wydziale Malarstwa w pracowni prof. Andrzeja Bednarczyka oraz w Pracowni Filmu Animowanego prof. Jerzego Kuci.

## Charakterystyka dorobku
Filmem animowanym zajął się będąc już zaawansowanym malarzem. Jego pierwszy film „Telewizor” (2005) to jeden z najciekawszych debiutów studenckich ostatnich lat. Autor przetransponował swoją twórczość malarską na kreację w ruchu i czasie.
Film został zrealizowany na zasadzie sekwencyjnego przemalowywania i fotografowania poszczególnych klatek. „Telewizor” jest nostalgiczną i osobistą refleksją na temat przemijania, starości i grozy odchodzenia. Zdobył Grand Prix OFAFA 2005 i festiwalu „ReAnimacja” 2006 oraz wyróżnienie na festiwalu „Animateka” 2005 w Lublanie.
W roku 2007 zrealizował, będący częścią pracy dyplomowej, film „Mały czarny kwadrat”. Znany i bezpieczny świat zostaje zakłócony przez obcy element – tytułowy kwadrat. Film został zrealizowany w technice enkaustyki, która pozwoliła osiągnąć efekt niepokojącego deformowania i roztapiania obrazu.
W roku 2014 reżyser zadebiutował filmem „Niebieski pokój”, który miał premierę podczas Tygodnia Krytyki na 67. Międzynarodowym Festiwalu Filmowym w Cannes. Film jest koprodukcją polsko- francuską, wyprodukowaną przez łódzkie studio Se-ma-for oraz paryskie Sacrebleu Production.
Bohater, doświadczający niepokojących wizji, musi zmierzyć się z własnymi lękami i wspomnieniami. Obrazy zaczerpnięte z podświadomości pozwalają na ukazanie w pełni niezwykłych możliwości animacji. „Niebieski pokój” otrzymał wiele nagród w Polsce i za granicą.
W roku 2015 autor zrealizował film „Sprawa Moczarskiego”, w którym w metaforyczny sposób opowiada historię życia Kazimierza Moczarskiego oraz jego spotkania z likwidatorem warszawskiego getta.

## Filmografia
- 2015 – SPRAWA MOCZARSKIEGO – reżyseria, scenariusz, opracowanie plastyczne, animacja
- 2014 – NIEBIESKI POKÓJ – reżyseria, scenariusz, opracowanie plastyczne, animacja
- 2007 – MAŁY CZARNY KWADRAT – reżyseria, scenariusz, scenografia, zdjęcia
- 2006 – KRUK – reżyseria, scenariusz, opracowanie plastyczne, animacja
- 2005 – TELEWIZOR – reżyseria, scenariusz, opracowanie plastyczne, animacja

## Nagrody Filmowe
- 2016 – SPRAWA MOCZARSKIEGO – Ogólnopolski Festiwal Polskiej Animacji O!PLA Wyróżnienie w kategorii: „Studyjna”
- 2015 – NIEBIESKI POKÓJ – Festiwal Filmowy „Opolskie Lamy” Grand Prix w Konkursie Etiud Filmowych w kategorii filmów animowanych2015
- 2015 – NIEBIESKI POKÓJ – Ogólnopolski Festiwal Polskiej Animacji O!PLA I Nagroda „Złoty Tobołek Koziołka Matołka” w kategorii „Studyjna”
- 2015 – NIEBIESKI POKÓJ – Lenzing (Festival of Nations) Lenzing Award
- 2015 – NIEBIESKI POKÓJ – Kraków (Krakowski Festiwal Filmowy – Konkurs Polski, Srebrny Lajkonik dla najlepszego filmu animowanego; za „znalezienie przez reżysera wyjątkowo trafnych środków plastycznych dla wyrażenia metafizycznego waloru ludzkiej egzystencji”
- 2015 – NIEBIESKI POKÓJ – Kraków (Międzynarodowy Festiwal Filmowy „Etiuda & Anima”) Srebrny Jabberwocky uzasadnienie jury: „ponieważ skłania do głębokiej refleksji nad pracą pamięci w momencie traumy”
- 2015 – NIEBIESKI POKÓJ – Koszalin (Koszaliński Festiwal Debiutów Filmowych „Młodzi i Film”) Wyróżnienie Pozaregulaminowe za „bogato wykorzystane możliwości kreacyjne animowanej formy filmowej”
- 2015 – NIEBIESKI POKÓJ – Hong Kong (Hong Kong International Film Festival) Nagroda dla najlepszego filmu krótkometrażowego
- 2015 – NIEBIESKI POKÓJ – Bydgoszcz (Festiwal Filmów Animowanych „Animocje”) Wyróżnienie za „niezwykle sugestywną wizję izolacji”
- 2015 – NIEBIESKI POKÓJ – Bezons (Festiwal „Ciné Poeme”) Wyróżnienie Jury Młodych
- 2015 – NIEBIESKI POKÓJ – Banjaluka (International Animated Film Festival) Wyróżnienie Specjalne
- 2014 – NIEBIESKI POKÓJ – Wrocław (Międzynarodowy Festiwal Filmowy „Nowe Horyzonty”; do roku 2010 „Era Nowe Horyzonty”) II Nagroda w konkursie „Polskie Filmy Krótkometrażowe”
- 2014 – NIEBIESKI POKÓJ – Vila do Conde (Festiwal Filmów Krótkometrażowych) Nagroda dla najlepszego filmu animowanego
- 2014 – NIEBIESKI POKÓJ – Querétaro (CutOut Fest) Nagroda dla najlepszego narracyjnego filmu krótkometrażowego
- 2006 – TELEWIZOR – Łódź, Międzynarodowy Festiwal Filmów Animowanych Re- animacja, Grand Prix za najlepszy film polski
- 2005 – TELEWIZOR – Kraków (Ogólnopolski Festiwal Autorskich Filmów Animowanych OFAFA) Nagroda Główna w kategorii filmu studenckiego